# 모유 수유

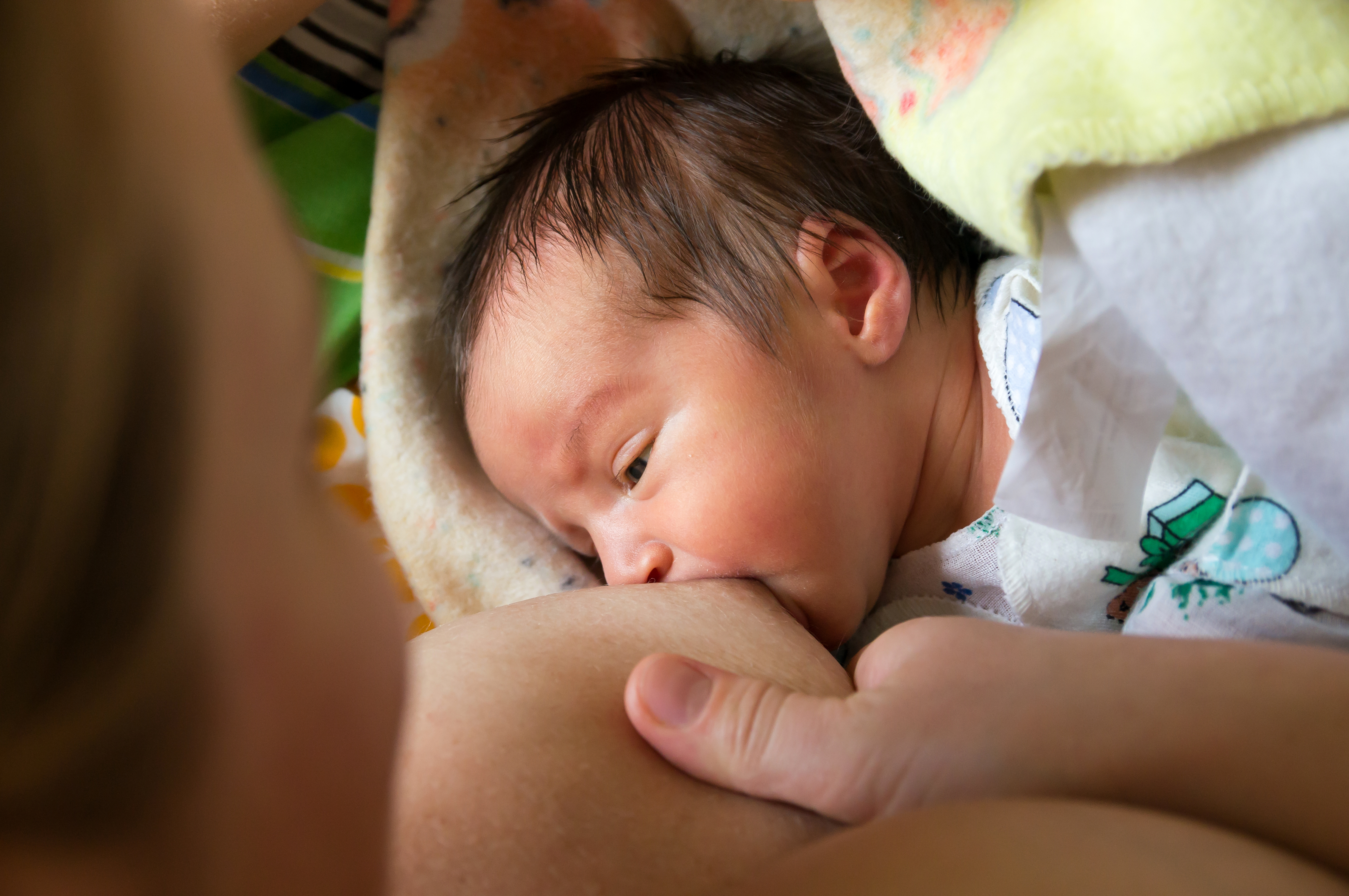
젖을 먹는 아기

국제 모유수유 도안 (Mothering magazine의 2006년 콘테스트 우승자 맷 데이글(Matt Daigle)의 작품

모유 수유(母乳授乳)는 영아나 유아에게 모유를 주는 행위이다. 아기들은 빨기 반사가 있어 젖을 빨아 넘길 수 있다.
몇몇 예외를 제외하고, 아기에게 모유보다 나은 음식은 없다.
그러나 얼마나 오랫동안 모유 수유를 해야 최대의 효과를 얻을 수 있는가에 대해서는 통일된 의견은 없고,
이를 대체하는 것이 어떤 영향을 미치는지에 대해서도 의견이 분분하다.
엄마는 자신의 아기에게 모유를 주거나, 유모의 경우 다른 아기에게 모유를 줄 수 있다. 모유는 "건강을 증진하고 영유아의 병을 예방하며, 아기를 키우는 경제적인 수단"으로 알려져 있다.
개발 도상국을 포함한 많은 나라에서 모유가 아닌 다른 음식을 줄 경우 설사병으로 인한 영아사망률이 높다.
많은 정부기관이나 국제단체에서는 보통 2년 이상의 모유 수유를 권장한다. 아기 때 황달에 걸린 아기는 모유 수유를 할 수 없다. 세계 보건 기구(WHO)와 미국 소아과의사 아카데미(AAP)도 모유수유를 권장한다.
제한 기구도 모유수유의 우월함을 인정하지만 분유등의 사용을 더욱 안전하게 하기 위해 노력하고 있다.

## 모유수유의 장점

### 유아
- 면역 증가[11][12]
- 영아돌연사증후군 예방[13]
- 당뇨병위험 예방[14]
- 정신 건강[15]
- 육체 건강
- 유아비만 예방[16]
- 아토피 예방[17]
- 괴사성 장염 예방[14]
- 5대 영양소 보충
- 특히 초유의 경우 면역 성분이 가득 들어 있으며, 태변에 도움.

### 산모
- 유대감 증가[18]
- 호르몬 조절[19]→산후 회복→자궁 수축 등
- 체중 감소[20]
- 피임[21]
- 유방암 예방 등[22]

## 같이 보기
- 젖분비
- 유모
- 모유
- 우유
- 유축기
- 젖 물림